# Johann Heinrich Pestalozzi
Johann Heinrich Pestalozzi (12. ledna 1746 – 17. února, 1827) byl významným švýcarským pedagogem a edukačním reformátorem. Mimo to působil jako filozof, filantrop, politik a školní a sociální reformátor. Po Janu Amosu Komenském se jedná o jednu z nejvýznamnějších postav moderní světové pedagogiky. Po Johannu Heinrichovi Pestalozzim je pojmenována i Střední pedagogická škola J. H. Pestalozziho v Litoměřicích.
Hlavním cílem jeho myšlenek bylo „posilovat člověka“ a přinést mu jen to, „co mu může pomoci“. Zřetel kladl obzvláště na základní vzdělávání dětí, které by mělo započít již před začátkem školní docházky v samotné rodině. Dítě si mělo osvojit základní intelektuální, řemeslné, mravní a náboženské hodnoty a tím mělo docházet k všestrannému a harmonickému rozvoji jeho osobnosti. Dnes by se dalo říci, že Pestalozzi hájí komplexní přístup. Své pedagogické představy poprvé systematicky vyložil v roce 1801 ve své knize Jak Gertruda učí své děti. Svou knihu postavil na dřívějších záznamech z chudobince v Neuhofu (1774–1780), specificky pak na záznamech ze sirotčince ve Stans (1799) a systematicky uplatnil v ústavech v Burgdorfu (1800–1804) a Yverdonu (1804–1825). Obsah jeho četných politických a pedagogických spisů zní zastarale, ale je stále aktuální. Mnoho Pestalozziho základních myšlenek můžeme nalézt i v moderní pedagogice. Na jeho počest po něm byla pojmenována dětská vesnička ve švýcarském Trogenu. Základní kámen této dětské vesničky byl položen v roce 1946 na 200. výročí narození Johanna Heinricha Pestalozziho. Avšak pedagogické postupy, které se zde uplatňují, se neopírají o jeho základní myšlenky. Pojmenováno po něm bylo také zařízení v německém Stockach-Wahlwies.

## Život
Jeho literární odkaz zahrnuje v konečném nákladu 45 svazků. Pestalozzi přijímal nápady Rousseaua, jeho myšlenky nadále rozvíjel, ale zároveň se od nich částečně distancoval. Navzdory svým vášnivým teoretickým zájmům o člověka, společnost a stát chtěl být primárně prakticky činný. Z toho důvodu předčasně přerušil své studium v Curychu (nejdříve teologii, potom práva) a odebral se na zemědělské učení (1767/1768) k Johannu Rudolfu Tschiffelimu do Kirchbergu. Od roku 1769 se v Birru angažoval jako podnikatel v hospodářství. Zavedením nových rostlin a nových hnojicích metod chtěl dát částečně zchudlým zemědělcům příklad, jak by si mohli zlepšit svou situaci. Tyto akce však ztroskotaly.
V září roku 1769 se oženil v Gebenstorfu s Annou Schulthessovou, avšak proti vůli rodičů nevěsty. Od roku 1773/1774 přibral na svůj statek kolem 40 dětí. Pestalozzi je učil příst, tkát a být malými zemědělskými staviteli. Sloučil praktickou práci se školním vyučováním a mravně-náboženskou výchovou. Doufal, že by zařízení na prodej textilních produktů mohlo být výnosné. Dostal se do dluhů a v roce 1779 musel firmu zavřít.
Od roku 1780 a následujících 20 let se věnoval hlavně psaní. Celosvětově se proslavil svým románem „Lienhard a Gertruda“ (4 svazky 1781 – 1787). Další práce z tohoto období jsou: Večerní hodina jednoho obyvatele (1780), Christoph a Elsa (1782), Legislativa a vražda dětí (1783), Ano nebo Ne? (1793), Pátrání po chodu přírody ve vývoji lidského pokolení (1797), Báchorky (1797).
V roce 1783 se stal spoluzakladatelem curyšské pobočky řádu iluminátů (jeho řádové jméno bylo "Alfred") a v roce 1784 spoluzaložil „Společnost k přijímání dobrých“ v Curychu, což byla zastíraná organizace řádu. Ovšem během velmi krátké doby ztratil zájem o tuto asociaci.
V roce 1792 ho prohlásilo francouzské Národní shromáždění jako jediného Švýcara francouzským čestným občanem. Ve zmatku helvétské revoluce (pochod Francouzů 1798) se Pestalozzi postavil na stranu nové vlády, jednak publicistickou činností (redaktor u Helvétského lidového listu), jednak výchovou sirotků v chudobinci ve Stans (1799), kde mohl uplatnit své základní pedagogické zkušenosti. V následujícím roce zakládá slavný výchovný institut na zámku Burgdorf, kde rozvíjel vlastní teoreticky odůvodněné výchovné a vyučovací metody popsané v hlavním díle této doby „Jak Gertruda učí své děti“.
V roce 1804 byl jeho institut přestěhován do Yverdon-les-Bains (kanton Vaud), kde spolupracuje s celou řadou významných spolupracovníků a publikuje své zdokonalené metody ve spisech (například: Na nevinnost, vážnost a šlechetnost mé doby a mé vlasti (1815) a Poslední dílo (1825)). V podstatě vyvinul myšlenku "základního vzdělání". Přirozeného vzdělání a výchovy se docílí harmonickým rozvojem při zapojení hlavy (intelektuální stránka), zapojení srdce (náboženská stránka) a zapojení ruky (manuální, řemeslná stránka)
Vnitřní rozepře v učitelském sboru vedly k zániku institutu v Yverdon-les-Bains. Proto roku 1825 musí Pestalozzi tento ústav opustit a odchází do Neuhofu, kde 17. února 1827 ve svých 81 letech umírá. Pohřben byl u starého školního domu v Birru. Na Pestalozziho přání byl vysazen na jeho hrob keř bílých růží. V roce 1846 k příležitosti 100. narozenin Johanna Heinricha Pestalozziho byl v kantonu Aargau na nově vybudovanou školní budovu umístěn Pestalozziho pomník.
Pomník nese nápis: Zde odpočívá Heinrich Pestalozzi, narozený 12. ledna 1746 v Zürichu, zemřelý 17. února 1827 v Brugg. Zachránce chudých v Neuhofu, kazatel lidu v Lienhard a Gertrud, otec sirotků ve Stans, zakladatel nových škol v Burgdorf a Münchenbuchsee. Propůjčen výchově lidí. Člověk, křesťan, občan; všechno pro jiné, nic pro sebe. Požehnání jeho jménu.
Pestalozziho díla hodně četl Johann Gottfried Herder a v mnoha svých myšlenkách se shodují. Pozdější školní reformátor Joseph Anton Sickinger přijal mnoho Pestalozziho myšlenek a uplatnil je při tvorbě nového Mannheimského školního systému. Tyto myšlenky byly výchozím bodem školních reforem 20. století.

## Citáty
- Zdrojem veškerého poznání je pozorování.
- Člověk přijde na svět tělem, duší a srdcem.
- Jestli se má vývoj osobnosti dítěte podařit, tak mu musí rodiče poskytnout čas a darovat něhu.
- Vzdělání hlavou, rukou a srdcem.